# 松谷宗悦
松谷　宗悦（まつたに　そうえつ、1960年10月1日 - ）は、浄土宗鎮西派の僧侶。「お坊さんの窓口株式会社」を運営する代表取締役、専念寺住職。

## 略歴
- 奈良県奈良市出身。生まれは奈良市北にある浄土宗寺院「浄國院」の次男。現在は大和郡山市の浄土宗寺院「専念寺」の住職を務める。
- 2021年12月　お坊さんの窓口の設立を計画し、クラウドファンディングに挑戦。[1]
- 2022年8月　現在のお葬式のあり方に疑問を感じ、お坊さんが運営する葬儀会社を設立。

## メディア出演
- 2022年2月　文化時報によりお坊さんの窓口の取材を受ける。[2]
- 2022年3月　神戸新聞社による取材を受ける。[3]
- 2022年8月　文化時報によりお坊さんの窓口の取材を受ける。[4]
- 2023年4月　滝本仏光堂のYoutubeチェンネル「お仏壇ちゃんねる」に出演。